# العاشقات (رواية)
العاشقات، نُشرت عام 1975 رواية من تأليف الكاتبة النمساوية الحائزة على جائزة نوبل في الأدب إلفريده يلينك، وتتناول حياة شخصيتي بريجيت وباولا، بينما تنتقلان من أحلام المستقبل إلى حياة الزوج والأطفال.
في الرواية، تنجح بريجيت في "اصطياد السلعة الاجتماعية والاقتصادية هاينتس، مما يؤدي مباشرةً إلى ارتقائها في الوضع الاجتماعي والاقتصادي"، لكنها تدفع الثمن بجسدها وبفقدان استقلالها الشخصي.  أما باولا، فوجودها يُدمَّر بسبب "إيمانها بوهم الحب". والاقتصادي." 
ألبوم فرقة Xiu Xiu الصادر عام 2008 بعنوان العاشقات استُلهم اسمه من رواية إلفريده يلينك التي تحمل العنوان نفسه.

## الترجمة
الترجمة العربية لرواية «العاشقات» لألفريدة يلينيك صدرت عن الهيئة المصرية العامة للكتاب ضمن سلسلة الجوائز، وقد ترجمها الدكتور مصطفى ماهر. نُشرت الترجمة في القاهرة عام 2006، ويبلغ عدد صفحاتها ما يقارب 360 صفحة.
تتميّز هذه الترجمة ببعض التحفّظ في نقل النص الأصلي، حيث عمد المترجم إلى حذف أو اختصار بعض المقاطع التي رأى أنها لا تتناسب مع الذوق العام العربي، خاصة ما يتعلّق بالألفاظ المباشرة أو الجريئة، واستُعيض عنها أحيانًا بنقاط أو هوامش توضيحية. وبرغم هذه التعديلات، حاول المترجم الحفاظ على البنية العامة للرواية ومضمونها النقدي والاجتماعي.
تتضمّن الطبعة العربية مقدّمة تحليلية موسّعة كتبها المترجم، يستعرض فيها خلفية الكاتبة، وسياق الرواية، وطبيعة لغتها، بالإضافة إلى التحديات التي واجهها أثناء الترجمة.

## المحتوى
تحكي الرواية فتاتين شابتين، برجيته وباولا، تسعيان لتحسين وضعهما الاجتماعي من خلال الزواج من رجلين لا تجمعهما بهما مشاعر حب. تتناول الرواية كيف يُنظر إلى الزواج كوسيلة للارتقاء الاجتماعي والهروب من الفقر في مجتمع تقليدي. تركز على التحديات التي تواجه النساء في هذا الإطار، حيث تُفرض عليهن أدوار اجتماعية تحدد خياراتهن وحياتهن الشخصية.
تتابع الرواية حياة برجيته التي تتزوج من رجل كهربائي ذو آفاق جيدة، أما باولا الفتاة البالغة من العمر خمسة عشر عامًا، تعيش في قرية حيث جميع الفتيات إما بائعات أو ربات منازل. هي لا تستطيع تقبل المصير المعتاد وتتعلم حرفة، وفي الوقت نفسه تحلم بإيجاد حبها السعيد. عندما تلتقي بالحطاب البسيط لكن الوسيم إيريش، تقع في حبه على الفور وتتخلى فورًا عن رغبتها في أن تصبح خياطة، ليصبح زواجها من إيريش هدفها الوحيد. لذلك، تحاول جذب إيريش، وتسعى لكسب إعجاب والديه، لكنهم يعارضون بولَا.  
لإقناع إيريش، تغريه وتصبح حاملًا، وعندما تخبر والديها بالأمر، يضربونها بوحشية. يقترب يوم ولادة بولَا، لكن إيريش ليس لديه أي نية للزواج منها. في النهاية، تلد بولَا ابنتها الصغيرة سوزانا، لكن حتى ذلك لا يغير موقف إيريش. ومع ذلك، بعد وفاة والد إيريش وبوساطة من عمة بولَا، يوافق إيريش على الزواج منها.  
بعد بضع سنوات، يصبح لدى بولَا وإيريش طفلان، لكنهما يعيشان في فقر في منزل والدي بولَا. يتشاجران باستمرار، وإيريش يصبح مدمناً على الكحول، بينما تحلم بولَا بجمع المال لشراء منزل خاص بهما. لكسب المال لشقة، تعمل بولَا في الدعارة، مما يؤدي إلى طلاقها من إيريش. يعود هو إلى والدته، ويعيش الأطفال مع والدي بولَا، بينما تعمل هي في مصنع النسيج الريفي وتعيش وحيدة، تعيسة وبلا رغبة في الحياة.

## الشخصيات
الشخصيات الرئيسية في رواية «العاشقات» لألفريدة يلينيك تشمل:
- برجيته: فتاة شابة تسعى لتحسين وضعها الاجتماعي من خلال الزواج من هاينز، كهربائي ذو آفاق جيدة. تمثل برجيته كيف تستخدم العلاقات لتحقيق الصعود الاجتماعي، مما يؤثر على استقلاليتها الشخصية.
- باولا: فتاة تقع في حب إيريش، نجار قروي، رغم عدم توافقه مع طموحاتها. توضح الرواية كيف يمكن أن يؤدي الإيمان بالحب إلى معاناة شخصية في ظل الضغوط الاجتماعية.
- هاينز: زوج برجيته، كهربائي ينتمي إلى الطبقة المتوسطة. يظهر في الرواية كرمز للرجل الذي يمثل وسيلة للصعود الاجتماعي.
- إيريش: زوج باولا، نجار قروي ينتمي إلى الطبقة العاملة، وتبرز علاقته بباولا كعلاقة غير متكافئة تؤثر على حياتهما سلبًا.
- سوسي: فتاة أخرى تعمل في نفس المصنع، وتتنافس مع برجيته على قلب هاينز، مما يعكس التوترات الاجتماعية والطبقية داخل المجتمع.

تعكس هذه الشخصيات الصراعات الاجتماعية والاقتصادية التي تواجه النساء، وتبرز تأثير التقاليد والطبقات الاجتماعية على حياتهن وقراراتهن.

## اقتباسات

### اقتباس من مقدمة المترجم:
"والمجربون ينصحون المقهورين والمستضعفين بأن يستسلموا للطبيعة ومسارها الجبار وعلى الحظ أن يدخل الساحة . ولسنا نعرف بالضبط كيف يكون الجمع بين الطبيعة وبين الحظ. وإذا كان للطبيعة قوانينها، فلا أحد يعرف قوانين الحظ. وهل للمصادفة قوانين؟ بل إن الطبيعة تحيرنا بأسرارها حول الصيرورة والفناء في الطبيعة. هل الصيرورة تبدأ بطفل يولد، ويكبر، ويعمل ، ويعاني ، ثم يكبر ويحل محل والديه اللذين يفنيان تاركين ما بنيا واقتصرا للابن الذي يبدأ دورة شبيهة؟ هل هذا التبسيط الذي أخذ به «هاينتس» و«إيريش» هو خلاصة فلسفة تتمحور حول الإنسان؟."

### اقتباس من الرواية:
«زوزى» تقول إنها لا تريد أبداً أن يكون لها أولاد وهذا معناه أنها يقيناً تريد أولاداً ذات مرة، عندما تزداد نضجاً، وتكون قد خففت وطأة الجوع في العالم، أما الآن فتريد أن تنتظر بالنسبة للأولاد، لأنها تريد أولاً أن ترى الدنيا وترى الجوع، وهي الآن أصغر سناً من أن تقوم بهذا . وعندما تكون قد رأت الدنيا فربما تريد أن تذهب كمعاونة إنمائية لمدة عام إلى جزء من أشد أجزاء هذه الدنيا كآبة. وقد تريد أن تتزوج ذات مرة عندما يأتى الرجل المناسب، وعندما يأتي الرجل المناسب، فإنها تريد أيضاً أن تنجب أطفالاً ".